# Cheilosia alpina
Cheilosia alpina es una especie de sírfido. Se distribuyen por el paleártico en Eurasia.